# Stanisław Siła Nowicki
Stanisław Siła Nowicki herbu własnego – cześnik chełmski w latach 1748–1791.
Był elektorem Stanisława Augusta Poniatowskiego w 1764 roku z ziemi zakroczymskiej.